# 薬王寺 (真庭市)
薬王寺（やくおうじ）は、岡山県真庭市にある薬師如来を本尊とする真言宗御室派中本山の寺院。岡松山薬王寺。

## 概要
薬師如来を本尊とする真言宗御室派中本山の寺院。山門は江戸時代初期に建てられ、客殿は江戸時代後期のもの（本堂が焼失したため、客殿は現在本堂として利用されている）。岡本豊彦など京都狩野四条派の作家たちによる襖絵、障壁画30余点があり、「円山・四条派の襖絵の寺」として知られている。

## 沿革
奈良時代、地元の豪族であった白猪臣が建立した寺、五反廃寺跡に建てられた寺と伝えられる。その後、弘法大師が訪れ、真言宗となった。当時は七堂伽藍の揃う大寺院であり、金堂や五重塔の礎石などが出土している。
1172年（承安2年）には、香川県善通寺より僧が来て事務をとっている。僧が入山した記念として造像された小さな金銅仏が残り、背面に「承安2年」と刻まれている。襖絵は幕末の住職、竹処上人と四条派の作家岡本豊彦の交遊より生まれたものである。また、近くの五反地区には白猪屯倉跡の碑が残っている。

## 襖絵
- 襖絵「野水に兎図」岡本豊彦[3]
- 襖絵「滝山水図」岡本亮彦[3]（子のいない豊彦が養子として迎えた弟子）
- 襖絵「雲龍図」塩川文麟[3]
- 襖絵「楼閣山水図」塩川文麟[3]（壁画三間、襖絵四枚、障子腰絵四枚で構成。1449年嘉永2年[4]。）
- 襖絵「釈迦修行図」岡本常彦[3]
- 襖絵「孔雀図」古市金峨[3]
- 襖絵「月下松雁図」古市金峨[3]

## アクセス
- JR姫新線久世駅から徒歩20分。
- 米子自動車道久世ICから車で7分[5]。